# مريديث بيرد
مريديث بيرد (بالإنجليزية: Meredith Beard)‏ (10 مايو 1979 بدالاس في الولايات المتحدة - ) هي لاعبة كرة قدم أمريكية في مركز الهجوم.